# Мороз, Александр Александрович
Алекса́ндр Алекса́ндрович Моро́з (укр. Олександр Олександрович Мороз; род. 19 февраля 1944, с. Буда Киевской области (ныне — Таращанская МТГ Белоцерковского района)) — украинский политический и государственный деятель, инженер, педагог, политолог, в 1991—2012 годах глава Социалистической партии Украины (СПУ) и руководитель её фракции в парламенте. Дважды председатель Верховной рады Украины (1994—1998, 2006—2007).

## Жизненный путь
Александр Мороз родился 19 февраля 1944 года в с. Буда Таращанского района(ныне Белоцерковский район), однако из-за войны зарегистрировали его только 29 февраля, которое и считается официальной датой рождения. Замечал, что его отец был столяром на заводе и пасечником.
Окончив в 1960 году среднюю школу, поступил в Украинскую сельскохозяйственную академию, которую окончил в 1965 году. Позже, в 1983 году, получил второе образование в Высшей партийной школе и диплом с отличием по специальности «политология».
12 лет проработал инженером и преподавателем в Житомирской и Киевской областях, в 1965—1966 служил в Советской армии в войсках ПВО. В 1966—1974 был преподавателем, а также заведующим отдела механизации сельского хозяйства Таращанского техникума механизации. В 1974 стал старшим инженером-технологом Таращанского районного объединения «Сельхозтехника», а в 1975 — старшим инженером Киевского областного объединения «Сельхозтехника».
Став в 1972 году членом КПСС, прошёл путь от рядового члена партии до секретаря областного совета профсоюзов (в 1983—1989), заведующего аграрным отделом Киевского обкома Компартии Украины (с 1989) и первого секретаря партийного комитета областных организаций и учреждений. Был депутатом Верховной Рады Украины с 1990 года. В первом созыве Верховной Рады независимой Украины возглавлял «группу 239» — левое антипрезидентское большинство, а во втором созыве в мае 1994 года был избран председателем украинского парламента.
После наложения запрета на деятельность КПУ (КПСС) 26 октября 1991 года созвал Учредительный съезд Социалистической партии Украины (укр. Соціалістична партія України), в которой многие её члены видели продолжателя украинской Компартии.

## Противостояние с Кучмой
В 1999 году Александр Мороз принял участие в создании т. н. «Каневской четвёрки» — предвыборного объединения четырёх оппозиционных к Л. Кучме политиков. В объединение кроме Александра Мороза вошли Евгений Марчук, Александр Ткаченко и Владимир Олейник, однако из-за отказа Мороза снять кандидатуру в пользу единого кандидата — Евгения Марчука, четвёрка распалась за несколько дней до выборов президента.
Кульминацией борьбы политика с режимом стало обнародование Александром Морозом на заседании Верховной рады в конце 2000 года так называемых «плёнок Мельниченко», ставшее началом «Кассетного скандала». Записи разговоров высокопоставленных украинских руководителей (президента Леонида Кучмы, главы президентской администрации Владимира Литвина и министра внутренних дел Украины Юрия Кравченко), сделанные майором службы охраны Мельниченко, доказывали наличие связи между ними (в первую очередь, президентом Кучмой) и убийством независимого журналиста Георгия Гонгадзе. Экспертизы аудиозаписей, проведённые в США и Европе, признали подлинность голоса Леонида Кучмы, однако из-за того, что записи Мельниченко производились на цифровой диктофон, эксперты не смогли ни доказать, ни опровергнуть возможность её последующего монтирования. Тем не менее, записи оказали шокирующее влияние на общественное мнение Украины.
Вскоре Александр Мороз стал одним из основателей «Форума национального спасения» и принял активное участие в проведении акций «Украина без Кучмы» и «Восстань, Украина!».
На парламентских выборах 2002 года СПУ стала пятой крупнейшей парламентской партией, сформировав совместно с КПУ, Блоком Юлии Тимошенко и «Нашей Украиной» Виктора Ющенко объединённую парламентскую оппозицию, выступавшую против политики администрации Кучмы и его премьер-министров.

## Участие в выборах
Александр Александрович Мороз принимал участие в президентских выборах 1994 и 1999 годов, однако ни разу так и не дошёл до второго тура. Как в первом, так и во втором случае он занял третье место, получив соответственно 13,04 % голосов избирателей в 1994 и 11,29 % в 1999. Политологи предрекали Александру Александровичу лёгкую победу над непопулярным Леонидом Кучмой на выборах 1999, если бы лидер Коммунистической партии Украины Пётр Симоненко снял свою кандидатуру в пользу лидера социалистов.
Президентские выборы на Украине (2004) принесли Морозу, выдвинутому Социалистической партией Украины, третье место (5,81 % голосов). Во время «Оранжевой революции» Мороз поддержал Виктора Ющенко, который считался кандидатом от оппозиции. Многие сторонники лидера социалистов проголосовали за Ющенко и приняли активное участие в демонстрациях против фальсификаций, поэтому поддержка Мороза явилась одним из решающих факторов победы Ющенко. После долгих переговоров социалисты были вознаграждены тремя министерскими портфелями в правительстве Тимошенко, которые сохранились и в кабинете Еханурова (кроме того, Валентина Семенюк стала председателем фонда госимущества).
На выборах в Верховную раду Украины 2006 года СПУ заняла 4-е место, набрав 5,69 % (1 444 224) голосов, и получила 33 из 450 мест в парламенте.
Политические события, последовавшие за парламентскими выборами 2006 года, подтвердили мнение обозревателей о том, что в условиях примерного равенства парламентского представительства между Партией регионов, с одной стороны, и БЮТ и «Нашей Украиной», с другой, ключевую роль будет играть позиция СПУ.
Первые три месяца переговоры о создании правительственной коалиции шли между БЮТ, «Нашей Украиной» и СПУ. Александр Мороз рассчитывал получить пост председателя Верховной рады, однако ему пришлось согласиться на должность первого вице-премьера. 22 июня 2006 года было официально объявлено о результатах переговоров трёх политических сил, вошедших в коалицию, и распределении между ними ключевых постов.
Однако Партия регионов и Коммунистическая партия Украины, оставшиеся без руководящих постов в Верховной раде, организовали многодневное блокирование зала заседаний, не позволяя приступить к избранию на руководящие парламентские посты до тех пор, пока их интересы не будут учтены. Лишь к 6 июля 2006 года было достигнуто компромиссное соглашение, однако в ходе выдвижения кандидатур на пост председателя Рады Александр Мороз неожиданно выставил свою кандидатуру против кандидатуры Петра Порошенко и одержал победу, получив голоса фракции Партии регионов, КПУ и части своих товарищей по партии. Фракции «Нашей Украины» и Блока Юлии Тимошенко в выборах председателя участвовать отказались, обвинив Мороза в «предательстве».
7 июля 2006 года было подписано соглашение о создании новой, «антикризисной», коалиции парламентского большинства, в которую вошли Партия регионов, Социалистическая партия Украины и Коммунистическая партия Украины. Александр Мороз, получив от новых партнёров то, чего он безуспешно добивался от «оранжевой» коалиции, отозвал свою подпись под соглашением о её создании. Первым же шагом нового блока стало выдвижение кандидатуры Виктора Януковича на пост премьер-министра. Юлия Тимошенко потребовала от президента Виктора Ющенко распустить Верховную раду. Ющенко же призвал после встречи с Александром Морозом к формированию так называемой широкой коалиции с участием «Нашей Украины».
В то же время Виктор Ющенко 8 июля заявил в своём еженедельном радиообращении к нации, что при оценке перехода Александра Мороза из «оранжевого» лагеря в «бело-голубой» следует исходить из неких «морально-этических норм»: «Не может быть борьба за должности такой, которая сводит на нет все человеческие контакты, всю предыдущую историю, уничтожает просто всё… Объяснить это очень тяжело. То, что случилось в парламенте, к сожалению, ещё очень долго будет проходить ревизию в сердцах людей».
На парламентских выборах 2012 года Мороз баллотировался по мажоритарному округу в Мироновском районе Киевской области, однако проиграл регионалу (ПР) Александру Онищенко.

## Дело Гонгадзе
1 августа 2006 года Александр Гольдфарб, исполнительный директор «Фонда гражданских свобод» (ФГС), заявил на пресс-конференции в Киеве, что располагает показаниями свидетеля, утверждающего, что одним из заказчиков убийства журналиста Георгия Гонгадзе был Александр Мороз.
Гольдфарб сказал, что этот свидетель находится в данный момент в США, а эти показания дал под присягой. Гольдфарб также заявил, что эти показания уже предоставлены в распоряжение Генеральной прокуратуры Украины.

## Обвинения против «Нашей Украины»
9 августа 2006 года Александр Мороз обвинил представителей фракции «Наша Украина» в попытке политического уничтожения СПУ. По его утверждению, «Наша Украина» участвовала в создании «оранжевой» коалиции исключительно с целью её развала, чтобы ничто не мешало формированию большинства в партнёрстве с Партией регионов после того, как БЮТ был бы выведен из политической игры, а СПУ — уничтожена политически.
Это обвинение содержится в распространённом пресс-службой СПУ заявлении Александра Мороза «Комментарий на злобу дня». По словам Александра Мороза, этот сценарий предполагалось реализовать, обвинив СПУ в необоснованных претензиях на пост председателя парламента. В таких условиях, по его мнению, подписание Соцпартией 6 июля соглашения о создании «антикризисной» коалиции в составе фракций СПУ, Партии регионов и КПУ был «полностью обусловленным».
С версией Мороза полностью согласился заместитель председателя фракции Партии регионов Евгений Кушнарёв. По его словам, «сейчас уже никто не скрывает, что в определённое время „Наша Украина“ вела двойные переговоры: с одной стороны, о создании „оранжевой“ коалиции, с другой — коалиции с Партией регионов».

## СПУ и Социнтерн
1 февраля 2006 года Александр Мороз заявил, что его партия стала первым и единственным полноправным представителем Украины в Социалистическом интернационале — решение об этом якобы было принято Советом Социнтерна в Афинах 31 января.
До этого СПУ и Социал-демократическая партия Украины (СДПУ) были ассоциированными членами Социнтерна с совещательным голосом.
Правда, Юрий Буздуган, руководитель конкурирующей партии — СДПУ — заявил, что решение о приёме СПУ не принималось — Совет лишь рекомендовал конгрессу Социнтерна её принять.
Социнтерн отказал Социалистической партии Украины в предоставлении полного членства в этой организации.

## Политические убеждения
Как председатель СПУ, Александр Мороз приложил немало усилий для того, чтобы создать левоцентристскую партию европейского типа, выступающую за демократический социализм. Сам Александр Александрович по своим убеждениям относит себя к умеренному левому крылу социалистического движения.
Анатолий Гальчинский вспоминал, что когда осенью 1991 года Александр Мороз пригласил его в создаваемую Соцпартию, Гальчинский участвовал в написании её программы, где указал пункт «рынку земли нет альтернативы», однако Мороз его вычеркнул.
В ходе становления СПУ и сдвига её идеологии в сторону социал-демократии партию покинула группа ортодоксальных коммунистов во главе с Натальей Витренко, создавшей впоследствии Прогрессивную социалистическую партию Украины, и группа во главе с Иваном Чижом, склонявшаяся к компромиссу с режимом Кучмы, (Всеукраинское объединение левых «Справедливость»).
Как отмечалось в одной из публикаций FLB (2001): «Ни для кого не секрет, что за период, прошедший с мая 1994 года А. Мороз постепенно дрейфовал вправо и, мимикрируя левой фразеологией перед своими последователями-пенсионерами, фактически по большинству позиций сомкнулся с бывшими оппонентами, которых прежде именовал не иначе как „национал-фашистами“».
Политическая программа СПУ предусматривала, среди прочего, необходимость осуществления конституционной реформы и передачи значительной части президентских полномочий парламенту и правительству. После того, как Виктор Ющенко согласился в ходе «Оранжевой революции» на конституционную реформу, СПУ поддержала его и после победы Ющенко на президентских выборах вошла в правительство Юлии Тимошенко, а затем — Юрия Еханурова.
Мороз также выступал за предоставление русскому языку статуса официального (но не второго государственного) на Украине. Он увлекается поэзией и сам написал семь книг («Куда идём?…», 1993; «Выбор», «Тема для размышлений», 1996; «Между вечными полюсами», 1999; «О земле, Конституции и не только», 2000; «Хроника одного преступления», 2001).
24 мая 2018 года в эфире телеканала «112 Украина» заявил, что управляет миром и обеспечивает стабильность мировой валюты тайное мировое правительство. В составе правительства, как заявил Мороз, находятся представители финансовой элиты Запада, в том числе представители Федеральной резервной системы. По мнению Мороза, семьи Рокфеллеров, Ротшильдов и Морганов отвечают за стабильность мировой валюты. При этом, по словам Мороза, теневое правительство вынуждено конкурировать с Россией и Китаем. Мороз заявил, что тайное мировое правительство само назначает президентов стран мира. Бывший президент Виктор Ющенко, по словам Мороза, контролировался Государственным департаментом США. Государственный департамент США, как заявил Мороз, контролируется мировым правительством.

## Признание заслуг
В 1999 году в холле Запорожском институте государственного и муниципального управления был установлен бюст Александра Мороза.

### Награды
- Большая цепь ордена Инфанта дона Энрике (Португалия, 16 апреля 1998 года)[11]
- Орден «Содружество» (Межпарламентская ассамблея СНГ, 30 мая 2007 года) — за активное участие в деятельности Межпарламентской  Ассамблеи и её органов, вклад в укрепление дружбы между народами государств — участников Содружества[12].

Награждение орденом князя Ярослава Мудрого
19 августа 1998 года президент Украины Л. Д. Кучма издал указ № 899/98, которым «за выдающиеся личные заслуги перед украинским государством в области государственного строительства, значительный вклад в развитие законодательной базы Украины и по случаю 7-й годовщины независимости Украины» постановил наградить А. А. Мороза орденом князя Ярослава Мудрого V степени. А. А. Мороз от награды отказался и 11 марта 1999 года указом Л. Д. Кучмы № 243/99 указ о награждении № 899/98 был признан утратившим силу.